# Смяч (река)
Смячь или Смяч (Смячка, Руденка; укр. Смяч) — правый приток Снова, протекающий по Корюковскому и Черниговскому районам Черниговской области Украины.

## География
Длина — 47 км. Площадь водосборного бассейна — 585 км². Русло реки (отметки уреза воды) в нижнем течении (село Старая Рудня) находится на высоте 116,4 м над уровнем моря, в среднем течении (село Гнездище) — 129,9 м.
Русло умеренно-извилистое. Долина не выраженная, шириной местами до 2 м. Пойма двусторонняя. Река в верхнем течении протекает через смешанный лес (доминирование сосны и березы), далее изредка примыкают участки леса. Преимущественно в среднем и нижнем течении пойма занята лугами и заболоченными участками. У истока создана сеть каналов и на протяжении всей длины примыкают сети каналов. Кроме нижнего течения, русло реки выпрямлено в канал (канализировано) на протяжении 33 км (шириной 10 м, глубиной 2 м). Скорость течения — 0,2, в нижнем течении — 0,3. В нижнем течении (севернее Старой Рудни) правый берег обрывистый с пляжем высотой 2 м.
Берёт начало юго-западнее села Будище (Городнянский район). Река течёт на юго-восток, затем в нижнем течении — на юг. Впадает в Снов непосредственно южнее села Смяч (Сновский район).
Притоки: Свечин, Чибриж, река без названия.
Населённые пункты на реке (от истока к устью):
Городнянский район
1. Будище
2. Дыхановка
3. Дроздовица
4. Травневое
5. Студенец
6. Гнездище
7. Горошковка
8. Политрудня

Сновский район
1. Старая Рудня
2. Смяч